# Lippó
Lippó là một thị trấn thuộc hạt Baranya, Hungary. Thị trấn này có diện tích 14,53 km², dân số năm 2010 là 470 người, mật độ 32 người/km².